# Rhypteira
Rhypteira is een geslacht van vlinders van de familie slakrupsvlinders (Limacodidae).

## Soorten
- R. hyperocha Tams, 1930
- R. sordida Holland, 1893